# Salomon Idi Kalonda Della
Salomon Idi Kalonda Della, né le 1er avril 1974 à Kinshasa en République démocratique du Congo, est un homme politique congolais. Elu député provincial à Kindu, chef-lieu du Maniema, en décembre 2023, il est élu sénateur du Haut-Katanga en avril 2024. Il est membre d'Ensemble pour la République, un parti d'opposition présidé par Moïse Katumbi Chapwe.

## Biographie

### Etudes
En 1991, il obtient un diplôme de fin d'études secondaires, option sciences et mathématiques ; puis en 2014, une Licence universitaire en droit économique et social. Son mémoire de fin d'études est consacré à la problématique de l’« Etude analytique du code minier : contribution du droit au développement économique et social en RDC. Cas de la Province du Katanga ».

### Dirigeant d'entreprise
De 1995 à 1998, il est directeur d’exploitation de la société Euro Serdif, à Bruxelles, spécialisée dans les transports. De 1998 à 2001, il est directeur-gérant de la société Le Nevada, à Bruxelles, spécialisée dans la restauration. De 2002 à 2006, il est actionnaire majoritaire et gérant de la société Sciex, puis Soscimex en RDC spécialisée dans l’import-export. De 2008 à 2016, il est actionnaire de la société Manica International (présente en Afrique du Sud, Zambie et RDC), filiale du groupe panafricain Bidvest spécialisé dans les transports, les déclarations douanières et la sous-traitance minière. De 2010 à 2015, il exerce les fonctions de président du conseil d'administration de Manica DRC, filiale RD congolaise de Manica International. Depuis 2006, il est l'actionnaire majoritaire d'ImmoDella, société immobilière spécialisée dans la construction, la vente, l'achat, la rénovation et la location de maisons en RDC.

### Dirigeant sportif
Depuis 2002 jusqu'à ce jour, il occupe les fonctions de trésorier général, puis directeur financier du club de football le Tout Puissant Mazembe de Lubumbashi en République démocratique du Congo, l'un des clubs les plus titrés d'Afrique. En 2011, il est chargé de superviser les travaux de construction du stade Mazembe, propriété du club éponyme.

### Responsable politique
En 2007 et jusqu'en 2015, Salomon Kalonda exerce les fonctions de conseiller principal chargé des questions politiques auprès du Gouverneur de l'ex-Katanga, Moïse Katumbi Chapwe. 
En 2015, il devient président national du Parti National pour la Démocratie et le Développement (PND), des fonctions qu'il occupe jusqu'en 2021. En 2018, il est désigné trésorier général de la campagne électorale présidentielle de l’opposition sous la bannière Lamuka, une plateforme électorale et politique dont le candidat à l'élection présidentielle est Martin Fayulu. 
En 2020, Salomon Kalonda est élu président élu de la plateforme électorale AMK qui compte alors 6 ministres nationaux et provinciaux, 22 députés nationaux et 25 députés provinciaux.  
Le 30 mai 2023, il est brutalement arrêté à l'aéroport de Ndjili-Kinshasa , inculpé et placé à la prison militaire de Ndolo. Les principales figures de l'opposition s'insurgent et ses avocats dénoncent une machination politique destinée à entraver la campagne électorale de Moïse Katumbi, dont il est le principal conseiller, à la présidentielle de décembre 2023 en RDC. Le 12 septembre 2023, à la suite de la dégradation de son état de santé en raison de ses mauvaises conditions d'incarcération, il est transféré dans une structure sanitaire de Kinshasa avant de bénéficier en avril 2024 d'une liberté provisoire qui lui permet de se rendre en Belgique pour y subir des soins appropriés.  
Malgré son emprisonnement, il est élu haut-la-main député provincial de Kindu dans le Maniema lors des élections législatives de décembre 2023. Puis, en avril 2024, il est élu sénateur dans le Haut-Katanga, à chaque fois sous l'étiquette du parti d'opposition Ensemble pour la République. C'est la première fois qu'une personne est élue dans deux provinces différentes lors d'une même législature en RDC.  
En raison de son statut de sénateur et de l'immunité parlementaire qui y est rattachée, le 8 juillet 2024, la Cour militaire de Kinshasa-Gombe se déclare incompétente pour juger Salomon Kalonda.
Le 14 novembre 2024, lors d'un débat en séance plénière au Sénat sur la loi de reddition des comptes 2023, Salomon Kalonda appelle à des sanctions contre les auteurs de fautes de gestion, ainsi que les responsables de la sous-exécution et de la non-exécution de certaines dépenses.

### Vie privée
Salomon Idi Kalonda Della est marié et père de cinq enfants.   